# I'm the Urban Spaceman
I'm the Urban Spaceman est le morceau le plus célèbre du groupe Bonzo Dog Doo-Dah Band. La chanson, qui figure sur Tadpoles, troisième album du groupe, sort le 11 octobre 1968 et atteint la 5e place dans les charts anglais.
Elle est produite par Paul McCartney — sous le pseudonyme d'Apollo C. Vermouth — et écrite par Neil Innes. Elle permet à ce dernier de remporter l'Ivor Novello Award de la chanson humoristique en 1969. La face B, The Canyon of Your Mind, est écrite par Vivian Stanshall.
La chanson est jouée sur la scène du Hollywood Bowl lors d'une représentation des Monty Python en 1982. Carol Cleveland l’accompagne en dansant les claquettes. Cette séquence est immortalisée dans le film Monty Python à Hollywood sorti la même année.